# RK Tekstilec Štip
Maillots
Le RK Tekstilec Štip est un club de handball, situé à Štip en Macédoine du Nord, évoluant en Super League.

## Historique
- ? : fondation du RK Tekstilec Štip
- 2013 : le club est champion de Première League (division 2).
- 2014 : le club est cinquième de Super League.